# Освіго (Канзас)
Освіго (англ. Oswego) — місто (англ. city) в США, в окрузі Лабетт штату Канзас. Населення — 1668 осіб (2020).

## Географія
Освіго розташоване за координатами 37°10′5″ пн. ш. 95°6′48″ зх. д. / 37.16806° пн. ш. 95.11333° зх. д. (37.167920, -95.113253).  За даними Бюро перепису населення США в 2010 році місто мало площу 5,95 км², з яких 5,80 км² — суходіл та 0,14 км² — водойми. В 2017 році площа становила 6,32 км², з яких 6,18 км² — суходіл та 0,14 км² — водойми.

## Демографія
Згідно з переписом 2010 року, у місті мешкало 1829 осіб у 763 домогосподарствах у складі 476 родин. Густота населення становила 308 осіб/км².  Було 869 помешкань (146/км²).
Расовий склад населення:
| - 91,3 % — білих - 3,2 % — корінних американців - 1,5 % — чорних або афроамериканців - 0,1 % — азіатів |

До двох чи більше рас належало 3,5 %. Частка іспаномовних становила 2,6 % від усіх жителів.
За віковим діапазоном населення розподілялося таким чином: 24,2 % — особи молодші 18 років, 56,3 % — особи у віці 18—64 років, 19,5 % — особи у віці 65 років та старші. Медіана віку мешканця становила 39,9 року. На 100 осіб жіночої статі у місті припадало 98,6 чоловіків;  на 100 жінок у віці від 18 років та старших — 93,8 чоловіків також старших 18 років.
Середній дохід на одне домашнє господарство  становив 47 006 доларів США (медіана — 41 172), а середній дохід на одну сім'ю — 51 163 долари (медіана — 44 458). Медіана доходів становила 39 200 доларів для чоловіків та 26 422 долари для жінок. За межею бідності перебувало 13,1 % осіб, у тому числі 14,9 % дітей у віці до 18 років та 9,7 % осіб у віці 65 років та старших.
Цивільне працевлаштоване населення становило 794 особи. Основні галузі зайнятості: освіта, охорона здоров'я та соціальна допомога — 28,2 %, виробництво — 24,6 %, роздрібна торгівля — 8,7 %, мистецтво, розваги та відпочинок — 7,9 %.